# 義教
義教（ぎきょう、1694年（元禄7年） - 1768年7月19日（明和5年6月6日））は、江戸時代中期の浄土真宗本願寺派の学僧。西本願寺第5代能化。俗姓は小原、字は了翁で、易往閣と号し、後に「大心海主」と称したと伝えられている。諡は泰通院。

## 概要
能登国羽咋郡に生まれる。11歳で越中国氷見に移り、円満寺の宗句の元で剃髪、長じて同寺住職となる。義教は氷見と京都を往来して学問に励み、氷見の西光寺住職・善空（安貞）の遺言により善意と協力して学塾・尺伸堂を設立し、北陸において大きな学派を形成した。義教はまた、尺伸堂とは別に円満寺に学塾・大心海を設け、越中は「学国」と言われるほど本願寺派の宗学が栄えた。その他、日蓮宗や真言宗側からの浄土真宗批判に対し、『浄土真宗諭客編』や『輪駁行蔵録』を著して反論している。
当時の本願寺派において、第4代能化の法霖の没後は13年も後継者が定まらなかった。本山の学林では智暹の学力が群を抜いており、次の能化には彼が就任するのではないかと見られていた。その時、義教の力量をよく知っていた僧樸は代講に義教を推挙し、そこで義教が『観無量寿経』を講じたところ、その学問に驚く者が多く、翌年も代講を担当することとなる。その結果、一同が心服して宗主に義教を能化に推挙し、義教は1755年（宝暦5年）に西本願寺第5代能化に就任することとなった。
能化となった義教は講義を隔年に行い、一年は代講を立てた。彼は自分の講義が終わると本山に留まらず帰郷し、地方の教化に意を注いだが、能化在任中の1764年（明和元年）に播磨国の学僧・智暹が『浄土真宗本尊義』を著し、正当とされていた法霖の学説を批判したことで「明和の法論」が起こった。学林は智暹に反発して『浄土真宗本尊義』の絶版を本山へ求め、1767年（明和4年）、義教を判定者として、功存ら学林側と智暹らが議論したが、義教の生存中に決着が付くことはなかった。
義教は1768年7月19日（明和5年6月6日）、75歳で死去した。

## 著書
- 『浄土真宗諭客編』1738年。日蓮宗日題・真言宗空偏の真宗批判に答えたもの。
- 『輪駁行蔵録』1743年。日蓮宗日相の『浄土真宗諭客編』批判に答えたもの[3]。
- 『千五百条弾憚改』